# Брагин
Брагин (блр. Брагін; рус. Брагин) насељено је место са административним статусом варошице (городской посёлок) на крајњем југоистоку Републике Белорусије. Административно припада Брагинском рејону (чији је уједно и административни центар) Гомељске области.
Према подацима са пописа становништва 2009. у вароши је живело 3.954 становника.

## Географија
Насеље лежи у горњем делу тока реке Брагинке (притоке реке Припјат) на око 119 км југозападно од главног града области Гомеља и око 357 км јужно од главног града земље Минска. 

## Историја
Према налазима археолошких истраживања, на месту данашњег насеља постојало је древно насеље у периоду од XI до XIII века. Први писани подаци о насељу потичу из 1147. и односе се на сукобе између черниговског и кијевског кнеза за превласт на овом подручју. Године 1187. кијевски књаз Рјурик Растиславич поклонио је насеље Брагин жени свог сина Растислава. Монголско-татарске хорде су спалиле град 1241. године.
Године 1360. Брагин постаје део Велике Литванске кнежевине. Подручје Брагина било је центар снажног козачког отпора против Пољака у устанцима Богдана Хмељницког 1648—1654.
У састав Руске Империје улази 1873. након распада Пољско-литванске државе. Према подацима из 1905. у насељу је живело око 3 хиљаде људи и постојале су две цркве и школа. Совјетска власт на том подручју успостављена је у новембру 1917. године. 

## Демографија
Према подацима статистичког завода Белорусије за 2009. варошица Брагин је имала 3.954 становника.
| 2006. | 2009. |
| ----- | ----- |
| 3.700 | 3.954 |

Као последица Чернобиљске хаварије из 1986. и повећаног степена радиоактивности, из најугроженијих делова Брагина у сигурнија подручја пресељено је око 5.000 становника.

## Саобраћај
Насеље је друмским правцима повезано са околним већим градовима (са Хојничима, Камарином, Речицом, Лојевом и Гомељом).